# Henry Strutt
Henry Strutt (ur. 20 maja 1840 w St Helen’s House w Derby, zm. 26 lipca 1914 w Kingston Hall w Derby) – brytyjski arystokrata i polityk, syn Edwarda Strutta, 1. barona Belper, i Amelii Otter, córki Williama Ottera.
Został ochrzczony w kościele św. Jerzego na Hanover Square w Londynie. Wykształcenie odebrał w Harrow School i w Trinity College na Uniwersytecie Cambridge. Uniwersytet ukończył w 1863 r. z tytułem bakałarza sztuk. W 1867 r. uzyskał tytuł magistra sztuk. W latach 1868–1874 zasiadał w Izbie Gmin jako reprezentant Partii Liberalnej. Ponownie zasiadał w Izbie Gmin między kwietniem a czerwcem 1880 r. W czerwcu odziedziczył po śmierci swojego ojca tytuł barona Belper i zasiadł w Izbie Lordów.
Był prezydentem W.G. & J. Strutt, firmy zajmującej się handlem bawełną. W latach 1894–1914 r. był adiutantem Ochotników u boku kolejnym monarchów brytyjskich – Wiktorii, Edwarda VII i Jerzego V. W latach 1895–1906 był kapitanem Gentelman-at-Arms. 16 lipca 1895 r. został członkiem Tajnej Rady. Był Sędzią Pokoju w Derbyshire, Leicestershire i Nottinghamshire, a także zastępcą Lorda Namiestnika w tym ostatnim hrabstwie. Był również podpułkownikiem Ochotników Południowego Nottinghamshire.
2 maja 1874 r. w Holkham w hrabstwie Norfolk poślubił lady Margaret Coke (24 kwietnia 1852 – 2 sierpnia 1922), córkę Thomasa Coke’a, 2. hrabiego Leicester, i Juliany Whitbread, córki Samuela Whitbreada. Henry i Margaret mieli razem trzech synów i pięć córek:
- William Strutt (8 lutego 1875 – 5 października 1898)
- Norah Strutt (17 czerwca 1876 – 14 września 1948), żona majora Roberta Morrisa i Josepha Parry-Evansa, nie miała dzieci
- Lilian Strutt (31 października 1877 – 22 lutego 1956), żona Vernona Malcolmsona, miała dzieci
- Hilda Strutt (25 maja 1879 – 28 kwietnia 1923), żona Charlesa Allixa, miała dzieci
- Reginald Edward Sturtt (12 lipca 1881 – 10 maja 1888)
- Algernon Henry Strutt (6 maja 1883 – 20 maja 1956), 3. baron Belper, jego córka poślubiła 16. księcia Norfolk
- Margaret Strutt (4 lutego 1886 – 23 kwietnia 1980)
- Muriel Strutt (30 października 1890 – 8 sierpnia 1976), żona majora Franka Horsby’ego, miała dzieci

Lord Belper zmarł w wieku 74 lat. Jego pogrzeb odbył się 30 lipca 1914 r. w Kingston. Tytuł barona odziedziczył jego najstarszy żyjący syn.